# Garda Colli Mantovani Sauvignon
Il Garda Colli Mantovani Sauvignon è un vino DOC la cui produzione è consentita nella provincia di Mantova.

## Caratteristiche organolettiche
- colore: giallo dorato chiaro
- odore: delicato, tendente all'aromatico
- sapore: asciutto, di corpo, vellutato

## Produzione
Provincia, stagione, volume in ettolitri
- nessun dato disponibile